# Spissistilus festina
Spissistilus festina är en insektsart som beskrevs av Thomas Say. Spissistilus festina ingår i släktet Spissistilus och familjen hornstritar. Inga underarter finns listade i Catalogue of Life.